# Вільча-Ґура (Сілезьке воєводство)
Вільча-Ґура (пол. Wilcza Góra) — село в Польщі, у гміні Пшистайнь Клобуцького повіту Сілезького воєводства.
Населення — 101 особа (2011).
У 1975-1998 роках село належало до Ченстоховського воєводства.

## Демографія
Демографічна структура станом на 31 березня 2011 року:
|          | Загалом | Допрацездатний вік | Працездатний вік | Постпрацездатний вік |
| -------- | ------- | ------------------ | ---------------- | -------------------- |
| Чоловіки | 54      | 7                  | 35               | 12                   |
| Жінки    | 47      | 6                  | 24               | 17                   |
| Разом    | 101     | 13                 | 59               | 29                   |